# Ѻ
Ѻ, ѻ или Кръгла омега е знак от църковнославянската азбука и е вариант на кирилското О. Изписва се, когато е първата буква от корена на думата — ѻгнь, ѻтрокъ, след представка — праѻтецъ и при сложни думи, съставени от повече от един корен — ѻбоюдуѻстрый. Също така се среща и при изписването на две географски имена — Iѻрданъ (река Йордан), Iѻппіа (град Яфа) и производните на тях.